# 발렌틴 가네프
발렌틴 아타나소프 가네프(불가리아어: Валентин Атанасов Ганев, 1956년 4월 7일~)는 불가리아의 배우이다.

## 출연 작품

### 영화
- 에너미스 (2017년)
- 보이카: 언디스퓨티드 파이널 (2016년)
- 벨기에인들의 왕 (2016년)
- 더 페트로프 파일 (2014년)
- 코드 레드 (2013년) - 장군 역
- 언디스퓨티드: 1대100의 혈투 (2012년)
- 보이스 오버 (2010년)
- 언디스퓨티드 3 (2010년)
- 더 태스크 (2010년)
- 웨이 백 (2010년)
- 더블 아이덴티티 (2009년)
- 닌자 (2009년)
- 포스 카인드 (2009년)
- 내 남자친구는 왕자님 3 - 로얄 허니문 (2008년)
- 트레인 (2008년)
- 세계 침몰 (2006년)
- 어밴던드 (2006년) - 안드레이 미샤린 역
- 아이콘 (2005년)
- 스파타커스 (2004년)
- 다크 라이트 (2004년)
- 헬 (2003년)
- 그레이 존 (2001년)
- 동쪽 서쪽 (1999년)